# Confine tra Repubblica del Congo e Repubblica Democratica del Congo
Il confine tra la Repubblica del Congo e la Repubblica Democratica del Congo è la linea di demarcazione che separa questi due Stati dell'Africa centrale e ha una lunghezza di 2410 km.

## Storia

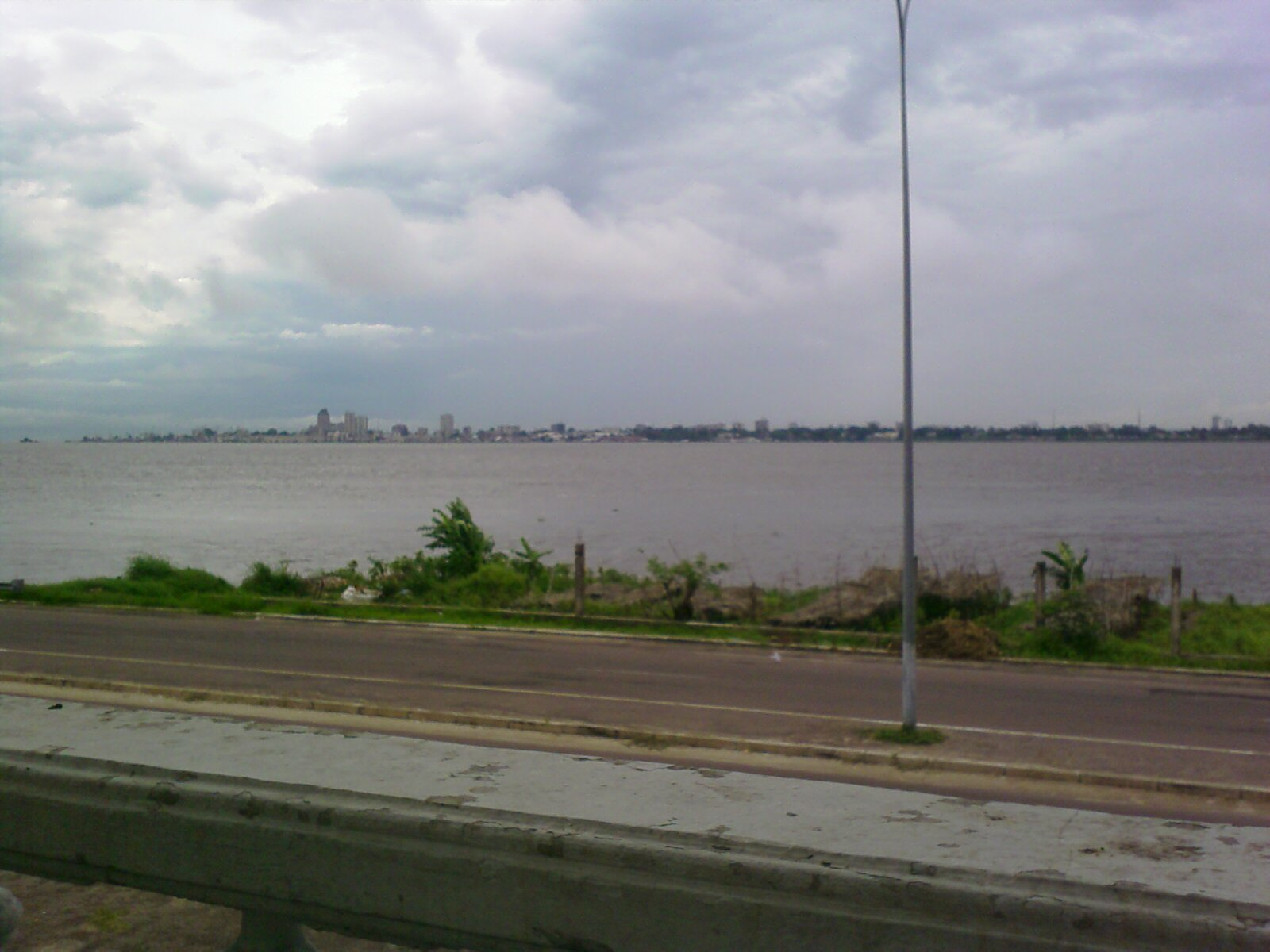
Vista di Kinshasa da Brazzaville.

In linea generale, l'attuale confine non divide alcun gruppo etnico, dal momento che i gruppi ngala e teke sono presenti su entrambi i lati del confine. Corrisponde, invece, in parte al limite settentrionale dell'ex Regno del Congo e al suo confine con il regno tokolu, sebbene questo non sia mai stato impostato in maniera lineare.
Le esplorazioni degli ultimi decenni del XIX secolo condussero le potenze coloniali a stabilire i limiti dei propri possedimenti in Africa. Così fu stipulata il 5 febbraio 1885 una convenzione tra l'esecutivo della Repubblica francese e l'Associazione internazionale del Congo per la delimitazione dei rispettivi possedimenti. Da allora il confine è stato oggetto di numerose dispute, tra cui una controversia dinanzi alla CIG in merito alla sovranità su alcune isole fluviali; così intervennero alcuni soldati zairesi, che uccisero due persone sull'isola di Mbamou il 24 aprile 1976. Un aumento delle tensioni tra i due paesi fu evidente durante la guerra fredda, quando lo Zaire (ora Repubblica Democratica del Congo) era sotto l'influenza occidentale, mentre la Repubblica Popolare del Congo nel frattempo beneficiava della cooperazione militare sovietica e cubana.
Tali tensioni, tuttavia, continuarono anche dopo la guerra fredda. Nel 1997, durante la guerra civile nella Repubblica del Congo che vide l'esercito regolare e le milizie del presidente Pascal Lissouba scontrarsi con le milizie di Denis Sassou Nguesso, il presidente del Congo-Kinshasa, Joseph Kabila, inviò le truppe sull'altra sponda del fiume per porre fine, a detta sua, ai colpi d'artiglieria diretti su Kinshasa e provenienti da Brazzaville. I conflitti interni ed esterni che entrambi i paesi attraversano continuamente sono all'origine dello sfollamento dei rifugiati, nonché di traffici di combattenti e armi. Il confine, in particolare nella sua porzione terrestre, è stato teatro di numerosi traffici illegali (tra cui armi leggere e droghe), in particolare durante gli anni '90 (periodo di guerre civili su entrambi i lati del confine).
C'è anche una pressione migratoria lungo il confine, causata dalle disparità economiche tra i due paesi: grazie al reddito generato dall'estrazione di petrolio, la Repubblica del Congo è oggi uno dei paesi più ricchi dell'Africa subsahariana (secondo i dati del FMI, PIL/ab. a parità di potere d'acquisto nel 2018 è di 6.706 dollari internazionali), mentre la Repubblica Democratica del Congo è al penultimo posto della classificazione stabilita secondo i dati del FMI, con 785 dollari internazionali per abitante. Una percentuale notevole ma difficile da valutare (le stime vanno dal 10 al 25%) della popolazione di Brazzaville è originaria di Kinshasa. Nell'autunno 2009, inoltre, i disordini nella provincia dell'Equatore (nella Repubblica Democratica del Congo) hanno portato circa 115.000 persone a passare oltre il confine.